# Wietrzychowice (Powiat Włocławski)

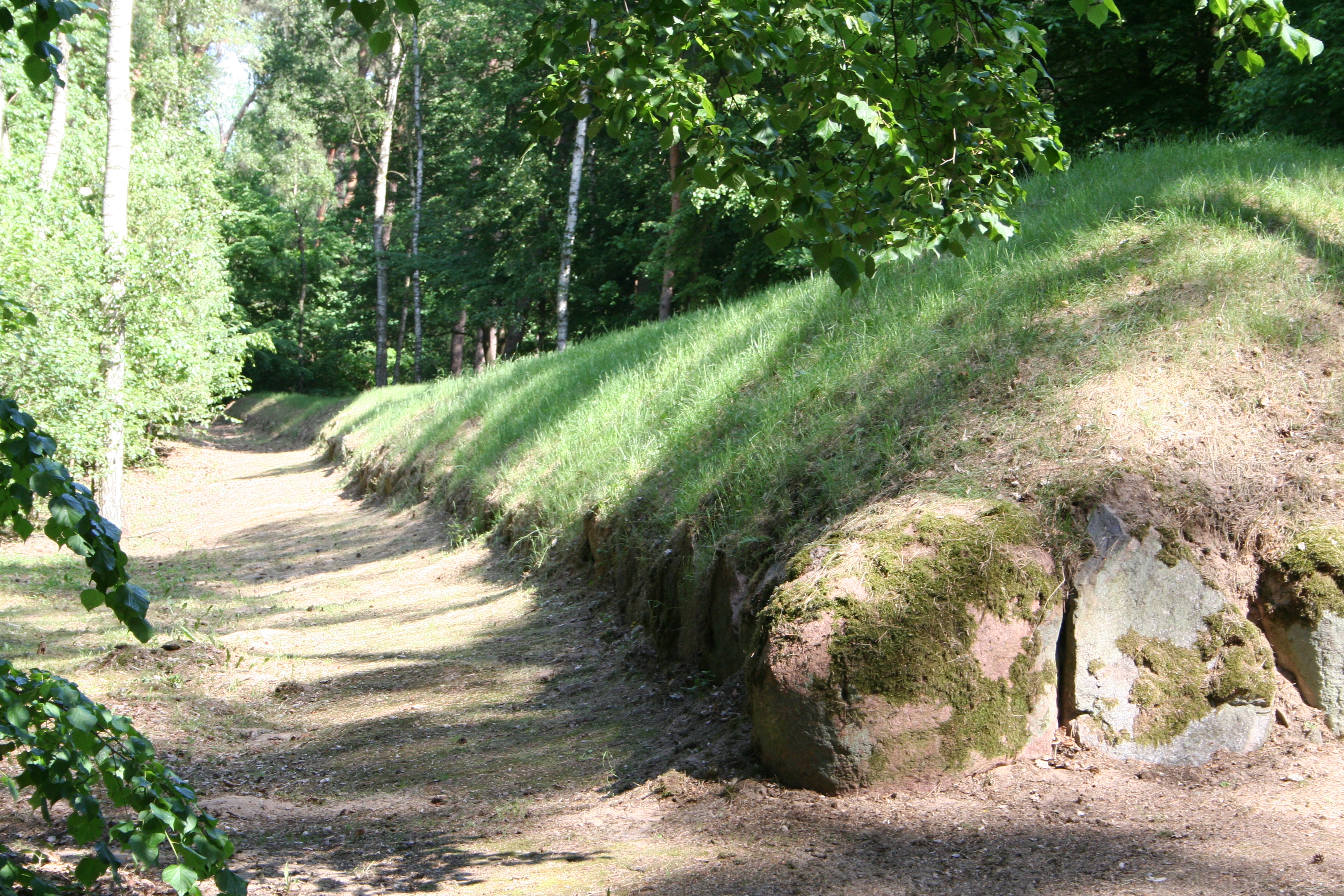
Grab 2 im archäologischen Park

Wietrzychowice – ein Dorf in Polen, in der Woiwodschaft Kujawien-Pommern, im Powiat Włocławek, in der Gemeinde Izbica Kujawska.
In den Jahren 1919–1975 gehörte die Ortschaft zur Woiwodschaft Posen und in den Jahren 1975–1998 zur Woiwodschaft Włocławek. Laut der Volkszählung (März 2011) hatte Wietrzychowice 157 Einwohner. Es ist die dreizehntgrößte Ortschaft in der Gemeinde Izbica Kujawska.

## Archäologischer Naturpark
Im Wald befindet sich ein archäologischer Naturpark mit den megalithischen Grabanlagen (Langhügelnekropole). Sie wurden von Hirten- und Bauernstämmen erbaut, die dort vor 5500 Jahren lebten. Aufgrund der Größe der Gräber, die auch als Kujawische Hügel bekannt sind, werden sie als polnische Pyramiden bezeichnet.
In diesen entwickelten Stämmen entstand ein System religiöser Überzeugungen, der sich in der Errichtung monumentaler Stein- und Erdbauten zeigte. Diese riesigen Hügel in Form eines langgestreckten Dreiecks, waren oft bis zu 150 m lang. Sie waren mit Felsgesteine und größeren Steinen eingefasst, deren Masse im Spitzenteil 7 bis 10 Tonnen erreichte; als sich das Grab verengte, wurden die Steine kleiner. Dank dessen rutschten sie nicht ab und die Gebäude konnten fast Jahrtausende überdauern. In der Stirnseite des Hügels gibt es Lücken in der Steinumfassung. Wahrscheinlich befanden sich dort die Eingänge zu Holzkammern, die als Begräbnisstellen gedient hatten.
Zur Errichtung eines Grabes wurden durchschnittlich etwa 150 m³ Steine und etwa 1000 m³ Erde verwendet. Aufgrund der Größe und des beträchtlichen Gewichts wurden Bausteinblöcke wahrscheinlich von Ochsen transportiert. In diesen Gräbern – auf Polnisch auch żalki benannt, so Oskar Kolberg – wurden nur Männer beigesetzt. Die Forschungen haben gezeigt, dass dies Einzelbestattungen waren, jedoch gibt es die Entdeckungen von zwei Männern, die gleichzeitig begraben wurden. Die Toten wurden aufrecht auf den Rücken gelegt. Die Köpfe der Toten waren auf die Stirn des Grabes gerichtet.
Die Grabausrüstung war in der Regel bescheiden und auf nur ein Feuersteinwerkzeug, einen Teil des Gefäßes oder Kalksteins beschränkt, was auf seinen symbolischen Charakter hinweist. Endlich zeigte sich die Sorge um das Schicksal der Verstorbenen und die Ehre, die ihm von seinen engsten Verwandten erweist wurde, selbst in der Errichtung der Pyramide und der enormen Arbeit, die für den Bau des gemäß dem Bestattungsbrauch massiven Grabes geschenkt wurde.
Aufgrund der Bauweise der Gräber und ihrer inneren Teilen aus großen Steinen, gehören sie zu den sogenannten Megalithgräber. Sie stammen aus der Jungsteinzeit und bilden die ältesten Grabanlagen in Polen, die mit der Trichterbecherkultur verbunden sind (Ende des 4. und Anfang des 3. Jahrtausends vor Christus). Sie gehen dem Bau der ägyptischen Pyramiden voraus. Wahrscheinlich waren sie Grabstätten für Häuptlinge, lokale Herrscher, Priester oder Stammesälteste. An den Spitzen der Gräber sind Überreste späterer Leichenschmäuse und Zeremonien zu Ehren des Verstorbenen zu finden. Sie waren wahrscheinlich auch ein Ort der Kultrituale, an denen die gesamte Gemeinschaft teilnahm.